# Saben Lee
Saben Anthonia Lee (ur. 23 czerwca 1999) – amerykański koszykarz, występujący na pozycji rozgrywającego, obecnie zawodnik Phoenix Suns.
1 lutego 2023 zawarł umowę z Phoenix Suns na występy zarówno w NBA, jak i G-League.

## Osiągnięcia
Stan na 7 lutego 2023, na podstawie, o ile nie zaznaczono inaczej.
NCAA
- Zaliczony do II składu SEC (2020)
- Zawodnik kolejki konferencji Southeastern (SEC – 9.12.2019, 9.03.2020)

Indywidualne
- Zaliczony do II składu G-League (2022)